# Casa de Malloles
La Casa de Malloles és una masia de Vic (Osona) declarada Bé Cultural d'Interès Nacional.

## Descripció
Edifici civil. Masia de planta rectangular coberta a dues vessants, sent la part esquerra molt més prolongada que l'altra. La façana és orientada a migdia i amb el carener perpendicular. A la part dreta de l'edifici s'hi adossa un cos de galeries que donen a la sala del primer pis de la masia i a la qual hi ha boniques llindes de forma gòtica. Hi ha un mur de pedra que s'inicia al cos de porxos i dona la volta a l'edifici tancant la lliça a la que s'accedeix mitjançant un doble portal adovellat. Les dovelles del exterior són de petites dimensions. Cal destacar que aquest mur té un caràcter defensiu com podem observar sobre tot per les espieres al voltant i coberta amb volta. La casa es troba en un precari estat de conservació. Tot el nucli central medieval era tancat per una muralla o tancat que en alguns punts assolia els 3m. i d'un cos o torre quadrada a l'interior. Tant aquesta muralla com alguns punts de la domus, presenten espitlleres que foren tapiades posteriorment en convertir-se de casa fortificada a mas agrari. La porta d'entrada de la muralla que sóna accés al recinte que envolta la casa, va ser bastida amb un doble arc de mig punt, amb arquivoltes sense decoració, deixant un espai intermedi entre els dos arcs com si originàriament hi hagués col·locada una porta o rastrell de moviment vertical. Al segle xvii va ser afegida una part al cos originari medieval, amb elements decoratius com la llinda identificadora de la família Malloles sobre un portal de sortida a l'eixida.

## Història
Antic mas lligat a la coneguda família Malloles, el qual fou reformat al segle xviii.
Avui roman tristament abandonat, ja que les seves terres han estat venudes per tal de construir-hi un polígon industrial.
El mas Malloles el trobem registrat en els fogatges de 1553 situat fora murs de la ciutat de Vic.